# Jau (Huíla)
Jau é uma vila e comuna angolana que se localiza na província da Huíla, pertencente ao município de Chibia.

## História
A história desta vila relaciona-se com a fundação, em 1891, da Missão Católica do Jau.